# (73245) 2002 JU39
2002 جاي يو 39 (ويعرف أيضًا باسم (73245) 2002 جاي يو 39 وفق تسمية الكوكب الصغير) (بالإنجليزية: 2002 JU39)‏ هو كويكب ضمن حزام الكويكبات؛ وترتيبه 73245 من حيث الاكتشاف.
اكتُشف هذا الجُرم الفلكي بواسطة William Kwong Yu Yeung ‏ في 10 مايو 2002.

## وصلات خارجية
- (73245) 2002 JU39 في قاعدة بيانات مختبر الدفع النفاث لأجرام النظام الشمسي الصغيرة

- الاكتشاف · مخطط المدار ·  العناصر المدارية · المعلمات المادية

- (73245) 2002 JU39 على موقع ويكي سكاي: DSS2, SDSS, GALEX, IRAS, Hydrogen α, X-Ray, Astrophoto, Sky Map, Articles and images